# Ловачки савез Србије
Ловачки савез Србије је јединствено, нестраначко удружење ловаца Републике Србије и њихових организација. Једна је од најстаријих невладиних организација у Србији. Основано је 13. октобра 1896. као Савез ловачких удружења Краљевине Србије и данас има више од 80.000 регистрованих чланова.
Основни циљ организације је развој и унапређење ловства кроз подстицање развоја науке о ловству и перманентну едукацију ловаца, као и увођење чланова Савеза у научне пројекте. Општи циљ је заштита животне средине. Узгајањем и одрживим коришћењем врста дивљачи као делимично обновљивог природног ресурса, чува се бројност врста дивљачи и квалитет популације. Савез делује у областима очувања станишта и опоравка угрожених природних подручја. Међу најважнијим активностима Савеза је и борба против криволова.
У оквиру Савеза као кровне организације делују Ловачки савез Централне Србије, Ловачки савез Западне Србије, Ловачки савез Југоисточне Србије, Ловачки савез Војводине и Ловачки савез Косова и Метохије. Ловачки савез Србије члан је Међународне уније за заштиту природе (IUCN).

## Историја
У средњевековној Србији право на лов је имала је само највиша властела, а земља је била богата дивљачима. Владари и племство су имали доста прилика за лов, а лов је сматран најплеменитијом друштвеном активношћу. С друге стране, сељаци који су живели у околини манастира Грачаница, на пример, били су дужни да лове зечеве три дана у години. Омиљени начин лова код властеле је био лов соколима на препелице, јаребице, голубове, дивље патке, чапље и друге птице. Као птице ловице у то време у Србији се, поред соколова који су најчешћи, помињу и јастребови и крагуји. Већ у 11. веку међу дворским звањима спомињу се соколар и псар.
У турско време, у средњовековној Србији лов је био слободан. Међутим, као последица сеоба пред турским освајачем, земља је на многим местима опустела и дивљач се намножила у великом броју. Касније, услед насељавања народа по претходно напуштеним, углавном планинским пределима, а уз овај слободан начин лова, корисна дивљач почиње све више да нестаје, нарочито висока.

### 19. век
Тридесетих година 19. века, после Првог и Другог српског устанка и ослобођења од турске власти, у Србији су створени услови за слободно ношење оружја, што је омогућило пружало могућност да се дивљач лови при сваком сусрету са њом, без икаквих ограничења, па је становништво поново почело да негује ловачку традицију. Ловило се где је ко хтео и колико је ко желео, а дивљачи је било у изобиљу. Ловом су се бавиле све категорије становништва и сви социјални слојеви, по чему се тадашња Србија разликовала од суседних земаља. У Србији уведен регални систем лова, што значи да право ловљења дивљачи као засебно право припада држави без обзира на посед земље, са слободним ловиштима на целој државној територији. Последица свега тога била је да је крајем 19. века ловство је у Србији било неорганизовано, што је наносило штету како дивљачи тако и привреди. Због тога су се, по угледу на европске земље, тада напредни и образовани ловци организовали у клубове, како би ову делатност осавременили, организовали и обезбедили трајност газдовања. Сам почетак, по формирању првих удружења, био је релативно успешан. Године 1896, на иницијативу већ основаних удружења, а у циљу обједињавања рада и заједничких акција, унапређења ловства, заштите и размножавања дивљачи и увођења законитости у ловство, формиран је Савез ловачких удружења Краљевине Србије.

#### Први прописи о лову
Често је нужда приморавала људе да лове дивљач јер им је правила штету, а понекад угрожавала и животе. Због немилосрдног уништавања дивљачи, али и под утицајем Европе, посебно Аустроугарске, Милош Обреновић 1829, 1831. и 1832. посебним наредбама забрањује лов на јелене, кошуте, срне и видре. Неколико година касније, 1840, Михаило Обреновић указном потврђује сталну забрану лова јелене и кошуте, коју проширује забраном лова на зечеве и дивље козе „од почетка Часног поста до Петрова дана”.

#### Прва ловачка удружења
За време владавине кнеза Михаила Обреновића, око 1860. године, нешто масовније се појављују ловци и у градовима и варошицама. То су у почетку већином војна лица и државни чиновници, да би се десетак година касније ловом бавили и занатлије, трговци и други. Омасовљење лова међу градским становништвом седамдесетих година 19. века доводи до спонтаног организовања првих мањих група ловаца, а потом и клубови и ловачка удружења. Прво такво удруживање ловаца организовано је у 1887. године у Крагујевцу под називом „Ловачки клуб“. Две године касније и у Београду се оснива сличан клуб. Београдски клуб је имао и своја писана правила и неколико година касније прерастао је у удружење. Прва ловачка удружења настала су у Крагујевцу, Београду и Нишу, убрзо потом и у Ваљеву, Неготину, Шапцу, Ћуприји, Зајечару, Пожаревцу и Краљеву, а нешто касније у Чачку, Пироту и Књажевцу.

#### Оснивање Савеза
На заједничком збору ловаца, одржаном 13. октобра 1896. године у селу Брзану код Лапова, у „државном кошутњаку“ у шуми Рогот који је био приватно ловиште Милана Обреновића, основан је Савез ловачких удружења Краљевине Србије и усвојена су Правила Савеза.
Савез је основан у старој мезулани (поштанска станица) саграђеној 1858. године. Мензулана се и данас налази тамо, а шума је заштићена и 1971. године проглашена за Споменик природе Рогот. У једном од својих првих аката, Управа Савеза тражи од удружења, поред осталог, да се Представништву Савеза шаљу извештаји о уловљеној дивљачи. Као најважнији циљ Савез поставља доношење Закона о ловству. Колики значај је имало оснивање Савеза види се по томе што је већ крајем 1898. године било основано 42 удружења у Србији са око 2500 чланова. У циљу што потпунијег увида као и распознавања пуноправних од бесправних ловаца на терену, Савез израђује једнообразне ловачке карте.

### Крај 19. и почетак 20. века
| Чланак који је у часопису „Ловац“ објавио извесни Миливој Прендић из Алексинца: |
| Удружења су вазда покретач сваког напретка. Томе је међу осталима доказ и наше ловачко удружење. У кратком времену види се у целој Србији један прогрес у лову. Прве ловачке идеје, које су где, где тињале, запалиле су целу земљу, оне одјекују чак и по кршевима Куршумлиским, оне налазе места и по стењу Ужичком. Тамо се заштићује лов за што веће размножавање дивљачи, онамо се набавља благородна дивљач и пушта се да се расплоди, обраћа се пажња на расе керова, води се рачуна о пореклу и калибру пушке, стара се о што бољем баруту, приређују се заједнички ловови и хајке на зверове и штеточине, у клубовима развија се другарство и постаје се правим ловцем. Све прогрес за прогресом за који се до скора врло мало знало у нас. Ето каква је силна моћ удруживања. |

Период између 1896. и 1903. године сматра се „златним добом“ ловства у Србији. Удружења и сами ловци такмичили су се ко ће више да учини за унапређење лова. Први пут се у ловишта насељава жива дивљач. Ловци из крагујевачког удружења уносе јаребице камењарке добијене од Нишког удружења, а ловци београдског пољске јаребице које су купили у Чешкој. Набављани су и зечеви, а покушало се и са извођењем фазана, које због непознавања технологије вештачког гајења није успело.

#### Први часопис намењен ловцима
Први часопис намењен лову — Ловац појавио се 1896. године.  Његово појављивање довело је до убрзаног формирања нових удружења и развоја ловства. Нови часопис допринео је ширењу идеје савременог лова и решавању проблема заштите дивљачи. Због недостатка техничких веза сва преписка између Савеза и удружења вршена је управо преко Ловца, као могућности најбрже комуникације. Почетком 1898. године часопис постаје не само ловачко гласило већ и власништво свих ловаца Србије. Савез преко Ловца у више наврата даје стручне и друге савете, између осталог која се дивљач и у које време сме ловити. У свим бројевима часописа може се наћи много података о томе шта су Савез, удружења и појединци учинили на унапређењу ловства, а посебно на уништавању штеточина и хватању ловокрадица.
Измене у Закону о лову, донете 1904. године пореметили су до тада добро започете акције и настаје период отежаног рада удружеа, а самим тим и Савеза. Број ловаца нагло се смањује, а њихова активност, вероватно и због нестабилног политичког стања, скоро замире. Балкански ратови доводе до престанка рада Савеза и удружења, а на њих се надовезује и Први светски рат, па се Савез обнавља тек око 1920.

### Период између два рата - Ловачки савез Југославије
После Првог светског рата Савез ловачких удружења Краљевине Србије је обновио свој рад, а у новосадском хотелу Краљица Марија је 10. децембра 1922. године основан Савез ловачких друштава за Војводину.
Са првог конгреса ловаца Војводине потекао је предлог да се у организује један Средишњи савез за Краљевину, па је у Београду 1. јуна 1924. године одржана Конференција ловачких удружења Краљевине Срба, Хрвата и Словенаца, која је изабрала своју Средишњу управу. Када је држава 1929. године преименована у Краљевину Југославију и Савез је преименован је у Ловачки савез Југославије. Ловачки савез Југославије био један од оснивача Међународног ловачког савета – ЦИЦ-а, чија је оснивачка скупштина одржана у Паризу 7. новембра 1931. године. Закон о лову Краљевине Југославије донет је 5. децембра 1931. године. Тим Законом предвиђено је постојање државних ловишта и ловишта ловачких организација.
Током Другог светског рата ловачка друштва су практично престала са радом, као и Савез у периоду од 1941 до 1945. године.

### Савез у СФРЈ
По окончању Другог светског рата Србија је ушла у састав нове државе, Федеративне Народне Републике Југославије. Већ у августу 1945, обновљен је рад Савеза. Нова правила утврђена су јануара 1946. године, али је још увек важио Закон о лову из 1931. Општи савезни Закон о лову Федеративне Народне Републике Југославије донет је 28. новембра 1947. године. Исте те године осетно је порастао број друштва и ловаца и тај тренд раста наставио се све до краја 80-их. Општа друштвена и економска криза и ратови на овим просторима крајем прошлог века одразили су се и на пад чланства у ловачким организацијама, који је почетком новог миленијума заустављен.
Нови Закон о ловству Србије Скупштина Србије донела је 1993. године. Основна новина била је да су се ловишта по овом Закону додељивала ловачким удружењима преко Ловачког савеза Србије. Доношењем Устава Републике Србије 1990. и Закона о ловству 1993. године покрајински закони о ловству су стављени ван снаге, а ова област је уређена јединствено.
Године 2006, проглашењем независности Црне Горе, савезна држава је престала да постоји, а тиме и Ловачки савез Југославије.

## Надлежности
Данас је у Србији лов, као значајна област друштвеног деловања, регулисан Законом о дивљачи и ловству. Циљ овог закона је обезбеђивање одрживог газдовања популацијама дивљачи и њихових станишта на начин и у обиму којим се трајно одржава и унапређује виталност популација дивљачи, производна способност станишта и биолошка разноврсност, чиме се постиже испуњавање економских, еколошких и социјалних функција ловства. Ловци су организовани у бројним удружењима, а Ловачки савез Србије је кровна организација. У оквиру ње делују Ловачки савез Централне Србије, Ловачки савез Западне Србије, Ловачки савез Југоисточне Србије, Ловачки савез Војводине и Ловачки савез Косова и Метохије.
На основу Статута ова организација доноси Етички кодекс ловаца Србије, који регулише понашање ловаца, што се конкретно односи на:
- Однос ловаца према природи
- Однос ловца према ловачком оружју и опреми
- Однос ловца према друштвеној средини
- Међусобне односе ловаца
- Однос ловца према псу

Надзор над спровођењем одредби Кодекса врши Суд части Савеза.
Ловачки савез Србије, у сарадњи са подсавезима, организује обуку и полагање ловачког испита. Да би приступио полагању ловачког испита, кандидат мора бити пунолетан и обучен за руковање ловачким оружјем, за шта мора имати потврду.

## Чланство у међународним организацијама
Ловачки савез Србије се укључује у европске интеграције у области ловства и асоцијације које имају исте или блиске циљеве, готово од оснивања. Развија сарадњу са међународним организацијама цивилног друштва у области очувања и заштите природе и дивљачи. Члан је више међународних удружења:
- Међународног савета за ловство и заштиту дивљачи“ (International Council for Game and Wildlife Conservation — CIC), чији је био један од оснивача у Паризу 7. новембра 1931. године.[10]
- Савеза ловачких асоцијација за лов и очување дивљачи и њихових станишта у Европској унији (European Federation for Hunting and Conservation — FACE)[22]
- Међународне уније за заштиту природе (IUCN)[8]